# Casimiro de Abreu (Rio de Janeiro)
Casimiro de Abreu é um município brasileiro no litoral do estado do Rio de Janeiro, Região Sudeste do país. Localiza-se na região da Baixada Litorânea, estando situado a cerca de 130 km da capital do estado. Ocupa uma área de aproximadamente 460 km², sendo que 11 km² estão em área urbana, e sua população foi estimada em 48 563 habitantes em 2024.
É conhecido pela combinação de história, cultura e paisagens naturais, atraindo visitantes interessados no turismo ecológico e rural.

## História
A região onde hoje se encontra Casimiro de Abreu foi inicialmente habitada pelos saraçus, um ramo dos Goitacás, antes da chegada dos colonizadores portugueses, no século XVII. Com a chegada dos colonizadores, os Goitacás foram sendo gradualmente exterminados. No século XVIII, a aldeia de Indaiaçu, habitada por índios Guarulhos (outro ramo dos Goitacás), foi fundada pelo padre capuchinho italiano Francisco Maria Tali. Essa aldeia seria o embrião do que viria a ser a cidade de Casimiro de Abreu.
A primeira capela da região, dedicada à Sacra Família, foi erguida em 1748 e, em 1761, a área passou a constituir a freguesia de Sacra Família de Ipuca. No entanto, frequentes epidemias forçaram a transferência da freguesia para a região próxima ao Rio São João, onde uma nova igreja foi construída, dedicada a São João Batista. Em 1800, a freguesia passou a ser conhecida como Barra de São João, e, em 1846, foi elevada à categoria de vila através da Lei Provincial nº 394, separando-se do município de Macaé.
A sede do município foi transferida para Indaiaçu em 1901, e o nome do município foi alterado para "Indaiassu". Contudo, em 1904, essas mudanças foram revertidas. Em 1925, a sede foi transferida novamente para Indaiaçu, que passou a se chamar Casimiro de Abreu, em homenagem ao poeta nascido na região. Em 1938, um ano antes do centenário do poeta, o município adotou oficialmente o nome de Casimiro de Abreu.

### Efeito Casimiro
No dia 8 de março de 1980, Casimiro de Abreu foi o centro de uma grande aglomeração, quando milhares de pessoas se reuniram na expectativa de um evento incomum. Elas acreditavam que um objeto voador não identificado, supostamente vindo de Júpiter, faria um pouso em uma fazenda local. O responsável por essa previsão era Edílcio Barbosa, que se intitulava "Mensageiro de Júpiter". Cerca de 20 mil pessoas, incluindo jornalistas e representantes de orgãos internacionais, se deslocaram até a cidade para acompanhar o que se acreditava ser o pouso de uma nave extraterrestre. A cidade até se preparou para receber os supostos visitantes, com a prefeitura organizando um desfile, um café da manhã, um baile e planejando a entrega de uma enciclopédia aos visitantes de Júpiter. A expectativa foi tão grande que até um orelhão foi instalado próximo ao local onde o pouso deveria ocorrer. A previsão era de que o evento aconteceria às 05h40, mas, quando o horário passou e nada aconteceu, a multidão começou a ficar frustrada e agitada. Barbosa foi então escoltado para garantir sua segurança. O episódio ficou marcado como o "Efeito Casimiro", e virou tema de diversas reportagens na época, além de um curta lançado em 2014.

## Geografia
O município abrange uma área de 462,918 km² e possui uma população estimada de 46.110 habitantes, conforme dados de 2022. Localizado às margens da BR-101, Casimiro de Abreu está posicionado entre a capital do estado e importantes cidades da região dos Lagos e da Serra Fluminense. A geografia local é caracterizada por rios, cachoeiras e montanhas, destacando-se o Morro de São João, um antigo vulcão com 816 metros de altitude, que oferece vistas panorâmicas da região.

### Distritos
- Barra de São João
- Casimiro de Abreu (sede)
- Professor Souza
- Rio Dourado

## Cultura
O Museu Casa de Casimiro de Abreu, no distrito de Barra de São João, preserva a memória do poeta que dá nome à cidade, oferecendo exposições sobre sua vida e obra.
Além disso, a cidade sedia diversos eventos literários e artísticos ao longo do ano, reforçando seu título de "Capital da Poesia", concedido oficialmente em 2022.

### Linha férrea
A linha férrea de Casimiro de Abreu fazia parte da antiga Estrada de Ferro Leopoldina, que foi crucial para o desenvolvimento econômico da região no século XIX e início do século XX. A ferrovia era utilizada principalmente para o transporte de mercadorias, como café e madeira, além de passageiros. Com o passar dos anos, e a expansão do transporte rodoviário, a linha foi desativada, restando hoje apenas vestígios de sua existência, como antigas estações e trilhos abandonados. Atualmente, há debates sobre a revitalização desses espaços para fins turísticos e culturais.

## Economia
A economia local é diversificada, englobando agricultura, pesca, turismo e, mais recentemente, iniciativas voltadas para a industrialização. Em 2024, foi anunciado um investimento de R$ 5 milhões para a implantação do Parque Empresarial e Tecnológico de Casimiro de Abreu, visando atrair empresas e fomentar o desenvolvimento econômico da região.

## Turismo

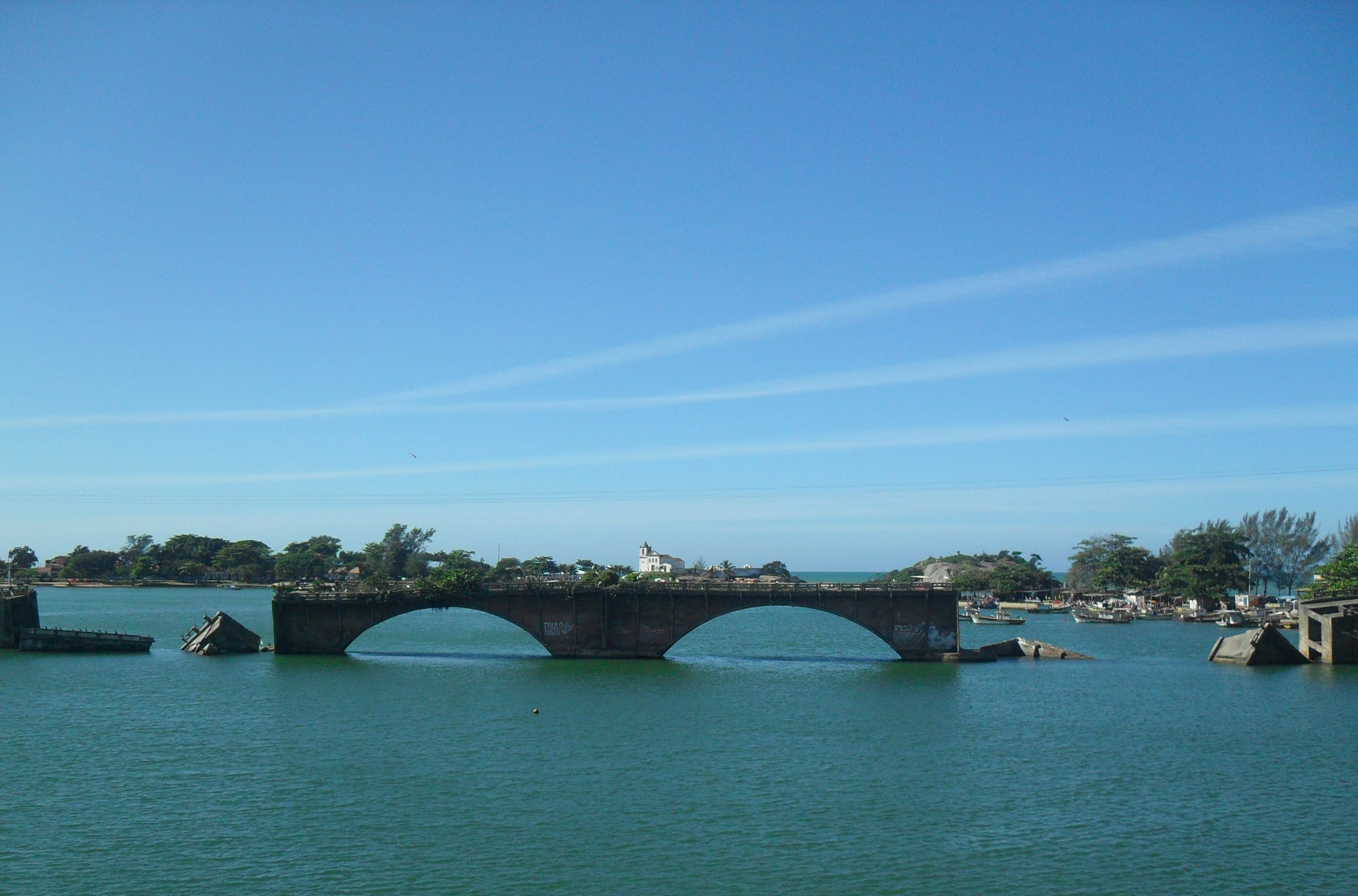
Encontro do Rio São João com o mar, tendo ao fundo a antiga ponte da cidade.

O turismo é uma das principais atividades econômicas do município, impulsionado por suas atrações naturais e culturais. Os rios Macaé e São João são propícios para a prática de esportes aquáticos, como rafting e canoagem. As praias de Barra de São João, como a Prainha e a Praia Grande, são destinos populares para banhistas e pescadores. Trilhas ecológicas levam a cachoeiras e picos, oferecendo oportunidades para o ecoturismo e o turismo de aventura.

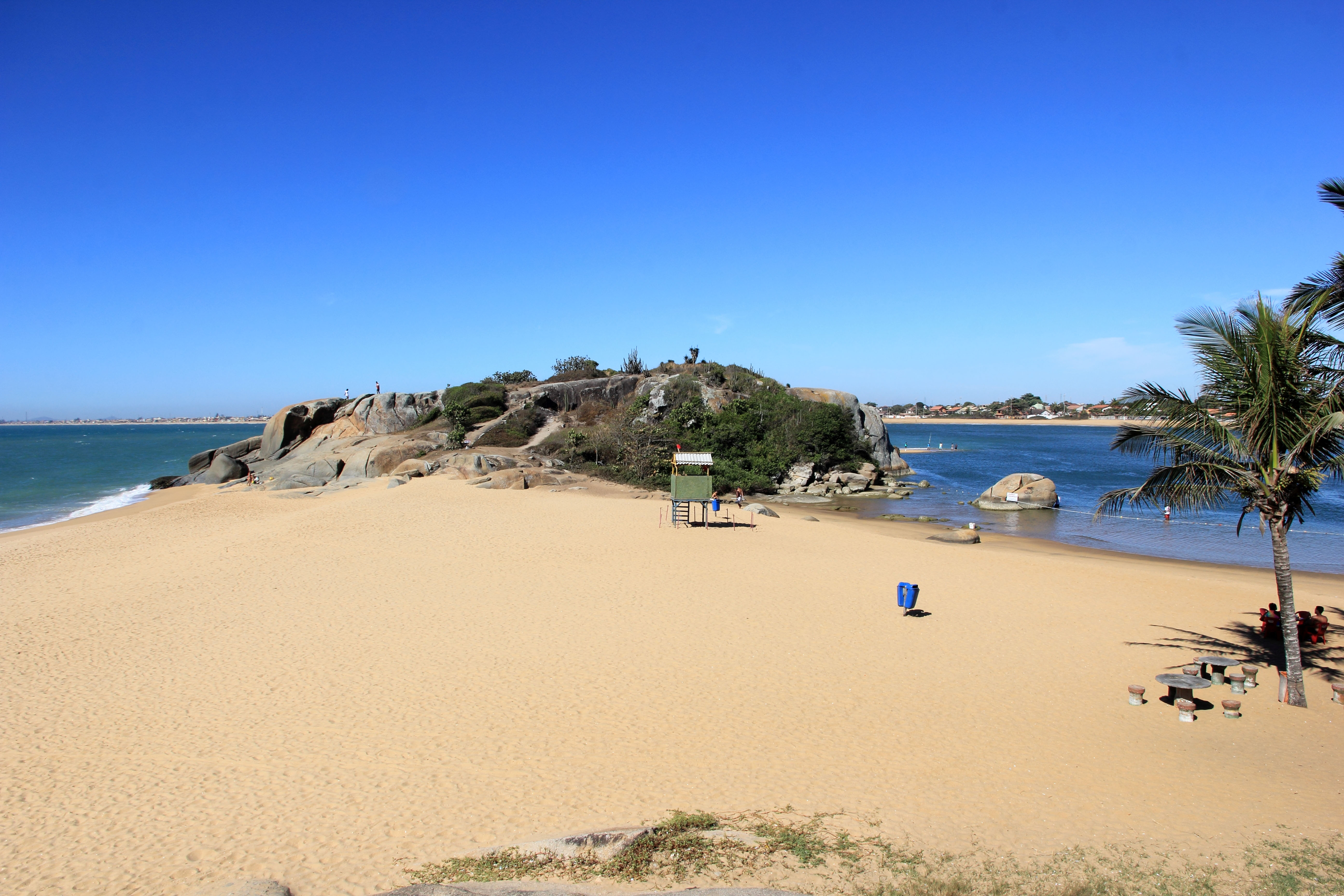
Barra de São João é o segundo distrito do município de Casimiro de Abreu.

### Pontos turísticos
- Praião
- Prainha
- Capela São João Batista
- Fazenda São João
- Casa de Casimiro de Abreu
- Praça As Primaveras
- Estátua de Casimiro de Abreu
- Old Railway Bridge

## Esporte
O Casimiro de Abreu Esporte Clube, fundado em 1975, fez parte da história do futebol estadual do Rio de Janeiro, conquistando títulos e revelando talentos locais.
Além disso, a cidade foi declarada "Capital Estadual do Cavalo" em 2022, devido a importância dos eventos equestres realizados na região, que atraem participantes de diversas partes do país.